# Hillsand
Hillsand är en by som ligger i Ströms socken, Strömsunds kommun, i norra Jämtland.
Hillsand är en by med anor från 1600-talet, som ligger på Ströms Vattudals västra strand längs länsväg Z 801. Närmaste tätort är Strömsund, som ligger drygt fem mil åt sydost.

## Namnet
Ordet sand används ofta i ortnamn för att beteckna platser där det finns sand, särskilt sandiga strandområden, här alltså ett sandstrandsområde vid Ströms Vattudal. Ortnamnet Hillsand är en sammansättning med ordet hilla, som i flera jämtska dialekter ersätter det svenska ordet hylla.

## Björnvägen
Rovdjursinventeringar har visat att byn ligger i ett av världens björntätaste områden. Efter ett beslut fattat 2014 av Trafikverket och Lantmäteriet, initierat av Hillsands kulturförening, benämns länsväg 801 "Björnvägen". Idag finns även två rastplatser längs vägen med två rastkojor vid Renåströmmen och vid Ringsjön, båda platserna valda för sitt natursköna läge. 

## Föreningar
Det finns idag en aktiv föreningar i Hillsand, Hillsands byalag.